# هرج‌ومرج برمی‌گردد
هرج و مرج برمی‌گردد (به هندی: Golmaal Returns) فیلمی محصول سال ۲۰۰۸ و به کارگردانی روهیت شتی است. در این فیلم بازیگرانی همچون اجی دیوگن، کارینا کاپور، آرشاد وارسی، شریاس تالپاده، توشار کاپور، آنجانا سوکهانی، آمریتا ارورا، سلینا جایتلی، شارات ساکسنا، وراجش هیجری ایفای نقش کرده‌اند.